# Stiphodon martenstyni
Stiphodon martenstyni es una especie de pez de la familia de los Gobiidae en el orden de los Perciformes.

## Distribución geográfica
Se encuentra en Sri Lanka.

## Observaciones
Es inofensivo para los humanos.